# Snow Towing

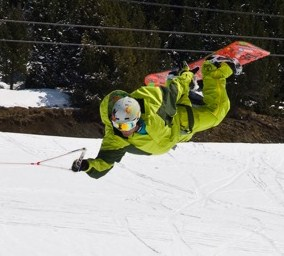
Salto de snow towing

Snow Towing es una disciplina dentro de los deportes de invierno que une el snowboard y el wakeboard. Se practica en un circuito plano sobre nieve, donde el deportista es propulsado por un cable similar a los utilizados en wakeboard o wakeskate a través de un recorrido con distintos obstáculos, saltos, etc.

## Historia

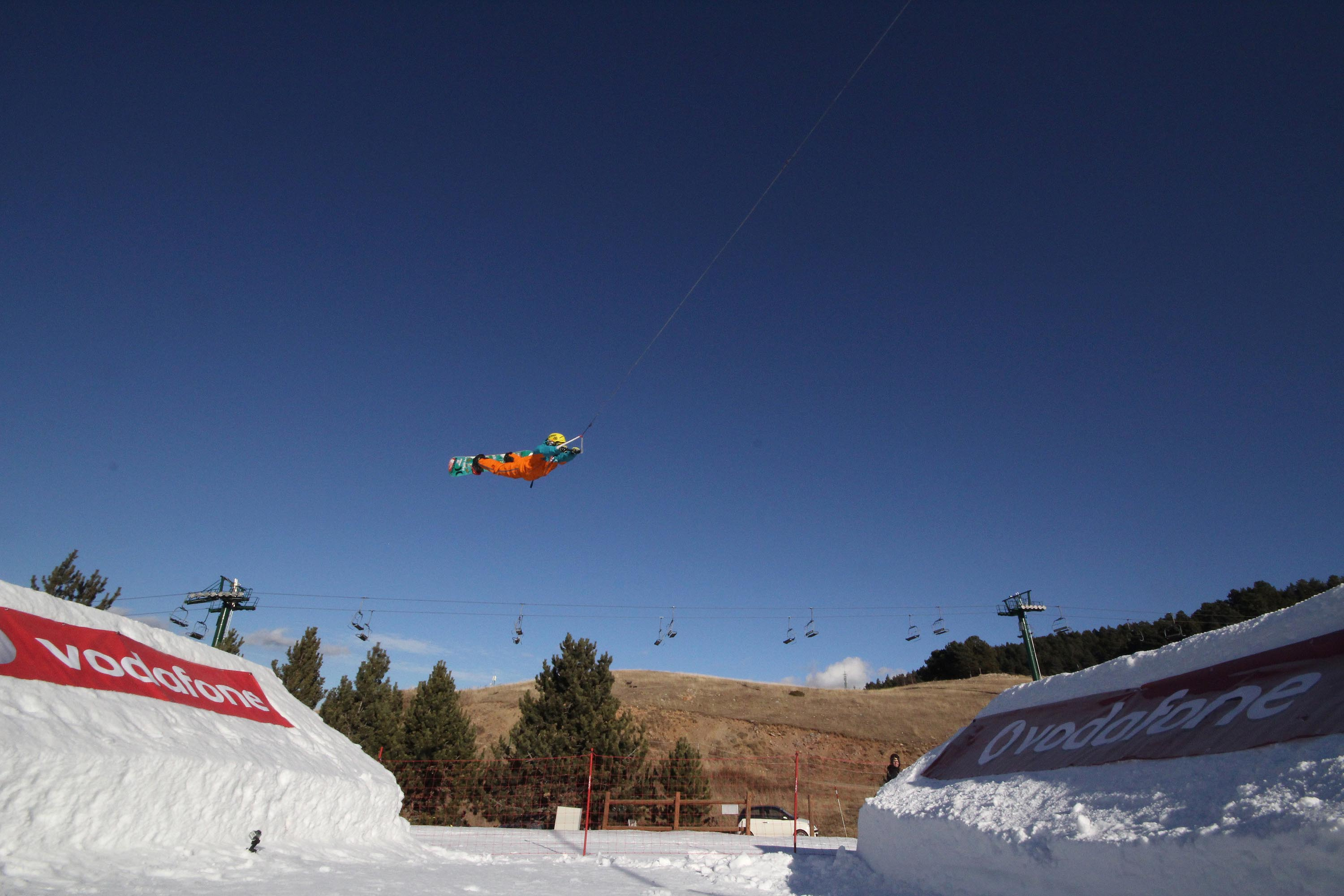
Israel Planas, campeón de España de Snow Towing

El Snow Towing nace por iniciativa de Israel Planas, bicampeón de España de snow y wakeboard, en el año 2010. En un principio el deportista era arrastrado por un cable que partía de una moto de nieve, para posteriormente avanzar mediante la instalación de un cable con dos torres siendo el deportista impulsado por dicho cable a través de un “palonnier”. El cable está manejado por un piloto, que gradúa la velocidad a las condiciones del deportista.

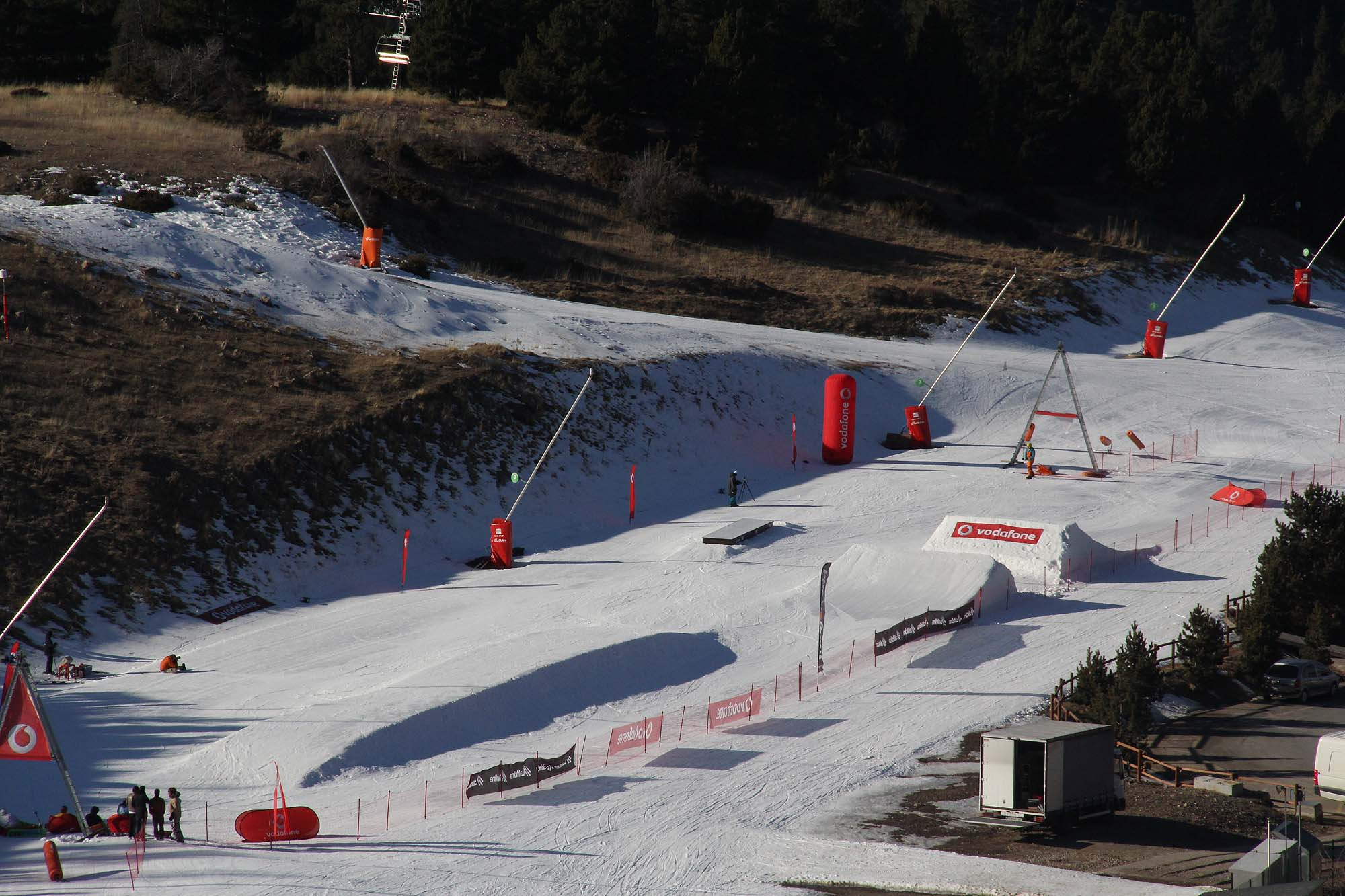
Instalación de Snow Towing en La Molina

La instalación de un recinto de snow towing es sumamente sencilla, ya que no exige remontes ni una gran cantidad de nieve. Igualmente, su manejo solo requiere la intervención de una persona (piloto).
En enero de 2012 ha tenido lugar en La Molina (Gerona) el I Campeonato de España de la modalidad, siendo ganador Israel Planas, seguido de Pablo Garau y Ion Astiazarán.
El snow towing, combina los mejor del snowboard y lo más arriesgado del wakeboard.
En la estación de Astún se presentó el proyecto Vodafone Snow Tour, que continúa ofreciendo revolucionarias experiencias a los usuarios dispuestos a descargar grandes dosis de adrenalina y disfrutar de nuevas sensaciones. El principal atractivo de este proyecto es el snow towing.
Durante la presentación oficial, los dos embajadores de este proyecto,Israel Planas y Gustavo Ballesteros, realizaron una espectacular exhibición para inaugurar mundialmente la temporada de snow towing. 
Esta nueva experiencia ya está disponible para los usuarios, independientemente de su nivel de esquí, en las estaciones de Astún, Sierra Nevada, Masella, La Molina, Boí Taüll y Candanchú de forma itinerante y durante toda la temporada.

## Material necesario
Los materiales necesarios para practicar este deporte son muy simples, solo se es necesaria una tabla y la incorporación de una cuerda que tira del rider. La velocidad de esta cuerda es regulable, se puede adaptar a las condiciones de la pista y a la experiencia de cada persona, esto le permite realizar saltos prolongados, giros y figuras a diferentes velocidades, e incluso la posibilidad de mantener el cuerpo en el aire totalmente paralelo al suelo.